# Hjärnarps socken
Hjärnarps socken i Skåne ingick i Bjäre härad, ingår sedan 1971 i Ängelholms kommun och motsvarar från 2016 Hjärnarps distrikt.
Socknens areal är 63,69 kvadratkilometer varav 63,21 land. År 2000 fanns här 2 445 invånare.  Tätorterna  Svenstorp och Margretetorp samt tätorten Hjärnarp med  sockenkyrkan Hjärnarps kyrka ligger i socknen.

## Administrativ historik
Socknen har medeltida ursprung. 
Vid kommunreformen 1862 övergick socknens ansvar för de kyrkliga frågorna till Hjärnarps församling och för de borgerliga frågorna bildades Hjärnarps landskommun. Landskommunen utökades 1952 och uppgick 1971 i Ängelholms kommun. Församlingen uppgick 2002 i Hjärnarp-Tåstarps församling.
1 januari 2016 inrättades distriktet Hjärnarp, med samma omfattning som församlingen hade 1999/2000.  
Socknen har tillhört län, fögderier, tingslag och domsagor enligt vad som beskrivs i artikeln Bjäre härad. De indelta soldaterna tillhörde Norra skånska infanteriregementet, Norra Åsbo kompani och Skånska husarregementet, Bjäre skvadron, Bjäre härads kompani.

## Geografi
Hjärnarps socken ligger nordost om Ängelholm med Hallandsåsen i norr och Västersjön som huvudsakligen ligger i Tåssjö socken i öster. Socknen är en odlad slättbygd i söder och kuperad skogsbygd i norr.
Sätesgårdar var Ulriksfälts herrgård och Huntly herrgård.
I Margretetorp fanns det förr ett gästgiveri.

## Fornlämningar
En boplats från stenåldern är funnen. Från äldre järnåldern finns spridda gravhögar och stensättningar.

## Befolkningsutveckling
Befolkningen ökade från 1 260 1810 till 2 389 1880 varefter den minskade 1 505 1970 då den var som minst under 1900-talet. Därefter vände folkmängden uppåt igen till 2 395 1990.

## Namnet
Namnet skrevs 1406 Hiernarp och kommer från kyrkbyn. Efterleden är torp, 'nybygge'. Förleden innehåller antingen mansnamnet Hiarni eller hiarni, 'hjärna' då syftande på en höjd..